# Afrikansk klogroda
Afrikansk klogroda (Xenopus laevis) är en vattenlevande art i familjen pipagrodor, som först beskrevs av den franska zoologen Daudin 1802.
Den säljs ofta i zooaffärer under namnet guldklogroda, eftersom det finns albinovarianter varav vissa har en gulaktig ton. Den vilda varianten är brun. Den blir cirka 12 centimeter lång och bör inte hållas med små fiskar. Den används ofta som laboratoriedjur. Trots att den är vattenlevande kan den vistas på land, där den gärna gräver ner sig och lägger sig i grus.
Från den 22 augusti 2022 klassas den afrikanska klogrodan som en invasiv art av EU.

## Utbredning
Artens ursprungliga utbredningsområde ligger i väst-centrala och södra Afrika. Afrikansk klogroda förekommer söderut från Nigeria, Kamerun och Centralafrikanska republiken samt vid Angola, Zambia, Malawi och Moçambique, över hela södra Afrikas bredd och söderut till Sydafrika. Populationer i östra Afrika (från Sudan söderut till Kenya) flyttades under början av 2000-talet till arten Xenopus victorianus.
Denna groda lever i lågland och i bergstrakter upp till 3000 meter över havet. Arten kan anpassa sig till en mängd varierande habitat, men den behöver alltid vattenansamlingar. Den undviker däremot stora floder och insjöar med många rovlevande fiskar. Grodan kan överta en nyligen uppkommen våtmark som hemvist. Om den aktuella vattenansamlingen torkar ut, vandrar hundratals exemplar till ett lämpligare område.
Afrikansk klogroda introducerades i flera regioner över hela världen som Frankrike, Storbritannien, Portugal, Sicilien, USA, Mexiko, Chile och Indonesien.

## Ekologi
Levnadssättet är främst känt för de populationer som infördes i Europa och Nordamerika. För dem sker fortplantningen från våren till hösten. En hona lägger vanligen flera hundra ägg per tillfälle och i Kalifornien registrerades exemplar med 17 000 ägg. Äggen fästs vid vattenväxter, klippor i vattnet eller vid annan bråte. I USA har afrikanska klogrodor dokumenterats som placerade sina ägg bredvid ägg av nordlig padda (Anaxyrus boreas) och grodynglen delade därefter pölen under sin metamorfos.
Hur länge metamorfosen i naturen varar är inte känt men exemplar i laboratorium behövde de 10 till 12 veckor för sin omvandling.

## Status
Arten är inte sällsynt och populationen ökar när arten införs i nya områden. Xenopus laevis kan överföra svampsjukdomen chytridiomycosis till andra groddjur, men är själv motståndskraftig mot smittan. IUCN listar arten som ej bedömd (NE).